# Adrián Capelli
Adrian Capelli (Junín, Buenos Aires, 5 de julio de 1969) es un entrenador de baloncesto argentino que actualmente se encuentra sin equipo, tras dirigir al Club Ciclista Olímpico de La Banda.

## Trayectoria
| Club                 | País      | Año         |
| -------------------- | --------- | ----------- |
| Argentino (J)        | Argentina | 2002 - 2003 |
| Independiente (GP)   | Argentina | 2003 - 2004 |
| Ciclista (J)         | Argentina | 2004 - 2008 |
| Ciudad de Bragado    | Argentina | 2010 - 2011 |
| Argentino (J)        | Argentina | 2011 - 2014 |
| Atenas de Montevideo | Uruguay   | 2014 - 2015 |
| Selección de Uruguay | Uruguay   | 2014 - 2016 |
| Boca Juniors         | Argentina | 2015 - 2016 |
| Atenas               | Argentina | 2016        |
| Hispano Americano    | Argentina | 2017 - 2018 |
| Ciclista Olimpico    | Argentina | 2018        |
| Aguada               | Uruguay   | 2019 - 2021 |
| Defensor Sporting    | Uruguay   | 2021 - 2022 |
| Peñarol              | Argentina | 2022 - 2023 |
| Argentino (J)        | Argentina | 2024        |
| Ciclista Olimpico    | Argentina | 2024 - 2025 |

## Palmarés
| Título        | Club   | País    | Temporada |
| ------------- | ------ | ------- | --------- |
| Liga Uruguaya | Aguada | Uruguay | 2019-20   |